# 卡赞奎甘
卡赞奎甘（羅馬化：Kazan-Kuygan，意为“铸锅”）是吉尔吉斯斯坦納倫州纳伦区卡赞奎甘乡的行政中心。该村位于纳伦以北38公里处，处于卡拉库朱尔河沿岸，距离巴雷克奇火车站142公里。
该村始建于1915年，当地居民主要从事畜牧业和饲料生产。村内有中学、图书馆、俱乐部、医院、消费服务企业和工厂。 